# Conthey (distrikt)
District de Conthey är ett av de 14 distrikten i kantonen Valais i Schweiz. Distriktet ligger i den franskspråkiga delen av kantonen.

## Indelning
Distriktet består av fem kommuner:
| Vapen    | Namn     | Invånare 2023-12-31 | Yta i km² |
| -------- | -------- | ------------------- | --------- |
| Ardon    | Ardon    | 3 709               | 20,39     |
| Chamoson | Chamoson | 4 291               | 32,47     |
| Conthey  | Conthey  | 9 073               | 84,94     |
| Nendaz   | Nendaz   | 7 196               | 85,96     |
| Vétroz   | Vétroz   | 6 604               | 10,43     |